# Акира (аниме)
«Аки́ра» (яп. アキラ) — полнометражный аниме-фильм 1988 года режиссёра Кацухиро Отомо, производства студии TMS Entertainment, создан по мотивам одноимённой манги 1982 года. Мировые сборы в кинотеатрах и продажи на домашнем видео принесли доход около 80 миллионов долларов.
Фильм получил высокие оценки критиков и стал известным не только среди поклонников японской анимации, но и более широкой аудитории, оказав значительное влияние на мировую популярную культуру.
В 2020 году обновлённая 4K-версия «Акиры» была показана в кинотеатрах IMAX и Dolby Cinema.

## Сюжет
16 июля 1988 года Токио был уничтожен ядерным взрывом, что привело к началу Третьей мировой войны. В 2019 году война закончилась. Токио восстановлен как Нео-Токио, но страдает от коррупции, антиправительственных протестов, терроризма и бандитского насилия. Во время большого протеста мотоциклист по имени Сётаро Канэда ведёт свою банду, «Капсулы», против своих соперников, «Клоунов». Его лучший друг, Тэцуо Сима, в ходе погони непреднамеренно врезается на своём мотоцикле в Такаси, эспера, который бежал из правительственной лаборатории с помощью организации сопротивления. Авария пробуждает у Тэцуо психические способности, что привлекает внимание полковника Сил самообороны Японии Сикисимы, руководителя секретного правительственного проекта. При содействии эспера Масару Сикисима захватывает Такаси, берёт с собой Тэцуо и арестовывает Канэду и его банду. Во время допроса в полиции Канэда встречает Кэй, активистку движения сопротивления, и хитростью освобождает её и свою банду.
Сикисима и глава ученых, доктор Эниси, обнаруживают, что Тэцуо обладает мощнейшими экстрасенсорными способностями, подобными Акире, эсперу, ответственному за разрушение Токио. Киёко, девочка-эспер, предупреждает полковника Сикисиму о предстоящем разрушении Нео-Токио. Городской парламент отвергает его опасения, поэтому он считает, что убийство Тэцуо сможет предотвратить катаклизм. Тэцуо сбегает из больницы, угоняет мотоцикл Канэды и готовится сбежать из Нео-Токио со своей подругой Каори. «Клоуны» устраивают засаду на них, однако «Капсулы» и Канэда спасают Тэцуо и Каори. Тэцуо страдает от головных болей и галлюцинаций, и обнаруживший его полковник Сикисима возвращает Тэцуо в больницу. Разыскивая его, Канэда находит Кэй и присоединяется к её ячейке сопротивления, у которой есть план по спасению Тэцуо и других эсперов. В больнице военные тщетно противостоят Тэцуо, познающему свои нестабильные психокинетические силы. Перебив охрану, он снова убегает. Канэда, Кэй и группа сопротивления проникают в больницу и втягиваются в попытку Сикисимы и эсперов остановить Тэцуо. Одолев их всех и покинув больницу, Тэцуо узнаёт от Киёко, что он может получить помощь от Акиры, находящегося в крионическом хранилище под стройкой Олимпийского стадиона.
Кэй и Канэда сбегают из-под стражи благодаря Киёко, которая надеется остановить Тэцуо. Сикисима устраивает государственный переворот против нео-токийского правительства и направляет все вооружённые силы на уничтожение Тэцуо. Вернувшись в бывший приют «Капсул», чтобы раздобыть наркотики в попытке обрести контроль над своими силами, Тэцуо, ставший эгоистичным и психически неуравновешенным, жестоко убивает своего друга Ямагату; обнаружив это, Канэда клянётся отомстить за него. Тэцуо шествует через Нео-Токио, разрушая всё на своём пути, и прибывает в криогенное хранилище Акиры на стадионе. Киёко, взяв под контроль Кэй, сражается с Тэцуо. Он легко побеждает её и вскрывает хранилище, но обнаруживает лишь останки давно умершего Акиры. Используя лазерную винтовку, Канэда вызывает Тэцуо на дуэль; полковник Сикисима стреляет в него орбитальным оружием, но Тэцуо уничтожает спутник.
Сикисима и Каори подходят к стадиону. Тэцуо испытывает сильную боль и теряет контроль над своими силами. Сикисима предлагает вернуть его в больницу, залечить его травмы и помочь контролировать его способности, в то время как Каори пытается сдержать его. Тем не менее Канэда снова сражается с Тэцуо. Окончательно потеряв контроль над своими силами, Тэцуо превращается в гигантскую биомассу, поглощающую всю материю вместе с Канэдой и убивающую Каори. Когда масса растёт, эсперы пробуждают Акиру, чтобы остановить Тэцуо. После воссоединения со своими друзьями Акира перетягивает их в другое измерение. Эсперы телепортируют Сикисиму на безопасное расстояние, поскольку сингулярность уничтожает Нео-Токио, а также спасают Канэду, говоря, что они больше не вернутся в это измерение.
Канэда видит воспоминания о детстве Тэцуо и эсперов, включая его зависимость от него в детстве, а также то, как дети обучались и изменялись до разрушения Токио. Эсперы возвращают Канэду в его мир, сообщая ему, что Акира выведет его в безопасное место и что Кэй развивает психические способности. Сингулярность исчезает, вода затапливает город. Доктор Эниси погибает, раздавленный своей лабораторией. Канэда обнаруживает, что Кэй и его друг Кай, один из «Капсул», выжили. Трое уезжают в руины, в то время как Сикисима наблюдает за восходом солнца. Наконец, Тэцуо осознаёт себя на другом неопределённом уровне существования.

## В ролях
- Мицуо Ивата: Сётаро Канэда
- Нодзому Сасаки: Тэцуо Сима
- Мами Кояма: Кэй
- Таро Исида: полковник Сикисима
- Мизухо Судзуки: доктор Ёниси
- Тэссё Гэнда: Рюсаку, он же Рю
- Фукуэ Ито: Киёко (No. 25)
- Тацусико Накамура: Такаси (No. 26)
- Кадзухиро Камифудзи: Масару (No. 27)
- Юрико Футидзаки: Каори
- Масааки Ёкура: Ямагата
- Такэси Кусао: Кайсукэ (Кай)
- Хироси Отакэ: Нэдзу
- Коити Китамура: леди Мияко
- Митихиро Икэмидзу: Инспектор

## Производство
Работая над мангой, Кацухиро Отомо не собирался адаптировать её, однако он оказался очень заинтригованным, когда ему предложили экранизировать его произведения.
Автор согласился на производство фильма на условии сохранения контроля над проектом — такая настойчивость пришла с опытом работы в Genma Wars. Производственный комитет состоял из крупных компаний «Коданся», Mainichi Broadcasting System, Bandai, Hakuhodo, Toho, Laserdisc Corporation и Sumitomo Corporation, которые выделили деньги на продвижение и рекламу. Это было обусловлено нетрадиционно высоким бюджетом в размере около 1,1 млрд иен (~10 млн долларов), предназначенных для экранизации уже нарисованных 2300 страниц манги, что ещё не была завершена на тот момент. За анимацию отвечала Tokyo Movie Shinsha.
В то время большинство аниме были с небольшим бюджетом и ограниченной анимацией, движения персонажей не сопоставлялись с речью, лица оставались статичными, но фильм прервал эту тенденцию. Диалоги записывались заранее, анимация значительно улучшена, число кадров составляло более 160 000. Также использовалась компьютерная графика, созданная High-Tech Lab. Japan Inc. совместно с Sumisho Electronic Systems, Inc. и Wavefront Technologies для построения траектории падающих объектов, моделирования параллакса, а также настройки освещения и бликов. В отличие от своих предшественников, «Акира» имел значительный бюджет, чтобы показать футуристический Токио, и это сделало его самым дорогим аниме-фильмом на тот момент. Однако продюсеры Сигэру Ватанабэ и Кэн Цунода, участвовавшие в производстве, не согласны с цифрой 1,1 млрд иен. По словам Цуноды, первоначальный бюджет составлял 500 млн иен, но в итоге достиг 700 млн иен (5,5 млн долларов). Затраты были увеличены во время рекламной кампании для продвижения фильма и включали маркетинговые расходы. Компания Toho, дистрибьютор «Акиры», действительно распространяла сведения про 1 млрд иен. Кинотеатры использовали этот показатель, чтобы похвастаться высокой стоимостью, особенно учитывая, что фильм был снят в период японского финансового пузыря. Это означает, что бюджет находился на обычном уровне для того времени («Ведьмина служба доставки» получила 800 млн иен). 30-летнее представление о том, что «Акира» является одним из самых дорогих аниме-фильмов той эпохи, ошибочно.
Фильм воспроизводится со скоростью 24 кадра в секунду, но основная часть снята с частотой 12 и 8 кадров в секунду. Другими словами, один и тот же фрагмент фотографируется два или три раза с помощью метода ограниченной мультипликации. Большие сцены как раз и были созданы «по одному» — 24 кадра в секунду. Это придало анимации непревзойдённую плавность. На 38-й минуте появляется медицинское оборудование, на котором висит табличка с непонятными словами на латинице. Один из аниматоров таким образом возмущался: «Зачем мы должны рисовать так подробно? Прекратите! Достаточно».
Отомо является большим поклонником Tetsujin 28-go Мицутэру Ёкоямы. В результате персонажи получили те же самые имена, что и её герои: Канэда, Сикисима и Тэцуо; Рюсаку также был назван в честь Мурасамэ. Кроме того, Такаси имеет на руке татуировку «26». Акира является 28-м по счёту существом, разработанным правительством.

## Музыка
| №   | Название                               | Длительность |
| --- | -------------------------------------- | ------------ |
| 1.  | «Kaneda»                               | 3:11         |
| 2.  | «Battle Against Clown»                 | 3:38         |
| 3.  | «Winds Over Neo-Tokyo»                 | 3:18         |
| 4.  | «Tetsuo»                               | 10:18        |
| 5.  | «Dolls' Polyphony»                     | 2:58         |
| 6.  | «Shohmyoh»                             | 10:13        |
| 7.  | «Mutation»                             | 5:16         |
| 8.  | «Exodus from the Underground Fortress» | 3:19         |
| 9.  | «Illusion»                             | 14:04        |
| 10. | «Requiem»                              | 14:21        |

Музыка и дирижирование: Сёдзи Ямасиро. Все композиции исполнены японским музыкальным коллективом Geinoh Yamashirogumi. Гитара: Цуёси Кон; клавишные: Тадаси Намба, Токихико Морисита; перкуссия: Нобу Саито; барабаны: Хидэо Ямаки; нохкан (флейта): Дзюндзо Миямасу, Киёси Ямадзаки, Нобуюки Сирасака, Юкихиро Иссо; балийская тантра: Ida Bagus Sugata; программирование синтезатора: Кунихико Томинага, Кэндзи Ниина.

## Выпуск на видео
«Акира» впервые вышел на VHS. В США этим занималась Streamline Pictures, в Великобритании — Manga Entertainment. В августе 1990 года фильм рекламировался на фестивале San Diego Comic-Con International. В октябре 1990 года Кацухиро Отомо приехал в Нью-Йорк на кинофорум. Это был первый заметный релиз Streamline, в мероприятии участвовал сооснователь компании Джерри Бек. В магазине Forbidden Planet состоялась вечеринка «Акиры» и автограф-сессия Отомо. Американские видеокассеты были изданы в декабре 1990 года. В 1992 году Criterion Collection презентовали «Акиру» на LaserDisc.
На Anime Expo 2019 в Лос-Анджелесе сам Кацухиро Отомо, а также продюсеры Макото Асанума и Ясумаса Цутия объявили, что в 2020 году в Японии и США появится ремастированная 4K Ultra HD Blu-ray версия от Bandai Visual. Формат — 1.85:1, звук Dolby TrueHD 5.1, изображение сверхвысокой чёткости. Manga Entertainment выпустила 4K Blu-ray с аниме в Великобритании, но это был SDR, а не HDR. В японских выпусках Bandai Visual и Leonine (Германия) представлена версия 4K HDR10. К дискам прилагался 40-страничный буклет. По мнению Anime UK News, если телевизоры 8K потребуют много места дома у определённого количества зрителей, то данный релиз «Акиры» на физических носителях вполне может оказаться последним.
11 декабря 2021 года «Искусство кино», «Japan Foundation» при ВГБИЛ и «КАРО.АРТ» осуществили показ «Акиры» на японском языке с русскими субтитрами в московском кинотеатре «Октябрь» в рамках программы «Киберпанк. Воспоминание о будущем». В 2025 году состоится первый прокат в российских кинотеатрах, где будет демонстрироваться реставрация фильма в 4К, дистрибьютором выступает «Иноекино».

## Трансляция
В 1990-х годах аниме входило в программу блока для взрослых Sci Fi Channel. В 1994 году фильм демонстрировался на британском телеканале BBC Two. «Акира» также был показан в России на «Первом канале» 8 декабря 2007 года. 7 декабря 2013 года состоялась трансляция в американском телевизионном блоке Toonami. В Австралии права на показ приобрёл телеканал SBS. 23 марта 2018 года сервис Crunchyroll добавил «Акиру» в свой каталог для пользователей США и Канады.

## Ограничения к распространению
5 июля 2021 года Фрунзенский районный суд Санкт-Петербурга признал запрещённой ссылку на аниме «Акира» на портале World Art без указания возрастного ограничения, поскольку «информация может нанести вред здоровью и психическому развитию детей».

## Критический приём
Фильм хорошо оценили и критики, и зрители. На сайте Rotten Tomatoes «Акира» получил рейтинг 91 % на основании 54 критических обзоров. Аниме входит в список 95 лучших фильмов, снятых японскими режиссёрами в период 1925—2019 годов по версии BFI. 1 место в списке 100 лучших аниме-фильмов согласно журналу Paste. 14 место среди 100 лучших анимационных фильмов по версии журнала Time Out. 8 место в числе 50 лучших японских фильмов по мнению обозревателей Time Out. Также «Акира» включён в список 50 лучших аниме всех времён по версии журнала «АнимеГид».
Основатель Manga Entertainment Энди Фрейн сказал, что «Акира» был не просто великолепным фильмом, а феноменом. Поскольку в Японии производили не так много равных ему вещей, то это сам по себе жанр. Благодаря этому стали популярны «Манускрипт ниндзя», Battle Angel Alita, «Ди, охотник на вампиров», «Тетрадь смерти», «Актриса тысячелетия» и Perfect Blue. Аниме и манга прибыли на запад в нужное время, составив конкуренцию консервативной продукции «Диснея», когда американская компания погрузилась в спад середины 1990-х годов, хотя Отомо восхищался их профессионализмом. Успешностью в продвижении на мировой рынок «Акира» мог сравниться только с продукцией Studio Ghibli. Благодаря «Акире» расширилось представление о том, какой может быть анимация: жестокой, твёрдой, радикально стилизованной, вдумчивой и, прежде всего, взрослой. Это спровоцировало оживление отрасли в рамках Pixar, сметая предубеждение, что «всё нарисованное для детей». Влияние «Акиры» широко ощущалось в конце 1990-х годов, начиная с увлечением покемонами и заканчивая очевидным визуальным заимствованием в «Матрице». Вачовски назвали «Акиру» одним из источников вдохновения своей работы.
Журнал «Мир фантастики» назвал «Акиру» экранизацией, изменившей мир. Вышедшее в 1988 году полнометражное аниме быстро стало классикой. Хотя сюжет оригинальной манги пришлось сократить, но все ключевые для понимания моменты и образы остались на месте. Более того, в аниме стал ещё ярче один важный мотив — возрождение, где человечество не балансирует на краю пропасти, а стоит на пороге нового начала. Эта тема нашла отклик у молодых зрителей. «Акира» с его динамичным экшеном, невероятно эффектным и качественным дизайном, а также мрачным киберпанком в духе «Бегущего по лезвию» произвёл в США эффект разорвавшейся бомбы. Миллионы людей открыли для себя мир японской анимации и научной фантастики. Для многих аниме стало неиссякаемым источником вдохновения. «Акира» признан самым популярным аниме и мангой в США и считается причиной аниме-бума в Северной Америке и Европе. Без этого и «Матрица», и «Призрак в доспехах», и «Остров собак», а также Одиннадцать в «Очень странных делах» и «Вселенная Стивена» были бы совсем другими.
Борис Иванов в рецензии на кинопортале Film.ru выставил 9 из 10 баллов. По его словам, «Акиру» можно назвать шедевром, но небезупречным. У него немало шероховатостей, начиная с финала в стиле Deus ex machina и заканчивая тем, что Канэда и Кэй в некоторых сценах нарисованы так, что кажутся близнецами. Всё настолько насыщено событиями и персонажами, что разобраться с первого просмотра почти невозможно. Тем не менее «Акира» — эпохальная лента, задавшая для японских мультипликаторов новую планку качества, продвинувшая аниме на Западе и ставшая одним из лучших представителей своего жанра. Картина, которая в значительной мере создала международный аниме-фэндом. Когда её увидели зрители Америки, Европы, а позднее и России, они понимали: в ближайшие годы и десятилетия не будет ничего подобного. Даже спустя четверть века после премьеры, «Акира» может дать фору многим фантастическим хитам. И многое предлагает как поклонникам грандиозных зрелищ, так и любящим поразмыслить над увиденным, ценящим бескомпромиссное и непредсказуемое кино.
При сравнении с «Бегущим по лезвию» видение Отомо выразительно свободнее, чем у Ридли Скотта. По мнению Иванова, «Акира» снят на уровне современных блокбастеров, и на его фоне бледнеет даже «Терминатор 2: Судный день». Главная тема — не дружба и не опасность играющей с огнём науки, а энергия, скрытая в детях и подростках и не находящая созидательного выхода. В лучшем случае рецензии проводят параллель с «Кэрри» Стивена Кинга, где есть проблема ультраконсервативного воспитания. «Акира» критически намекает на социальное устройство японского общества, гарантировавшего молодым людям, что карьеру они будут делать не благодаря своим талантам, а по выслуге лет.
Кацухиро Отомо создал эпопею в жанре «мрачный футуризм», который обычно называют «киберпанком». Но компьютеры и виртуальная реальность здесь не играют значимой роли. Однако это определённо «панк», циничный и пессимистичный взгляд на будущее, в котором прогресс наделяет властью немногих и выбрасывает на обочину всех, кто не родился с «золотой ложкой». Коррумпированные власти, злоупотребляющие оружием полицейские и военные, садистские эксперименты над детьми, насквозь прогнившая система образования, свирепствующие молодёжные группировки, расцветающие религиозные культы — Нео-Токио технически продвинут, но жить в таком месте «захочет только мазохист».

## Наследие

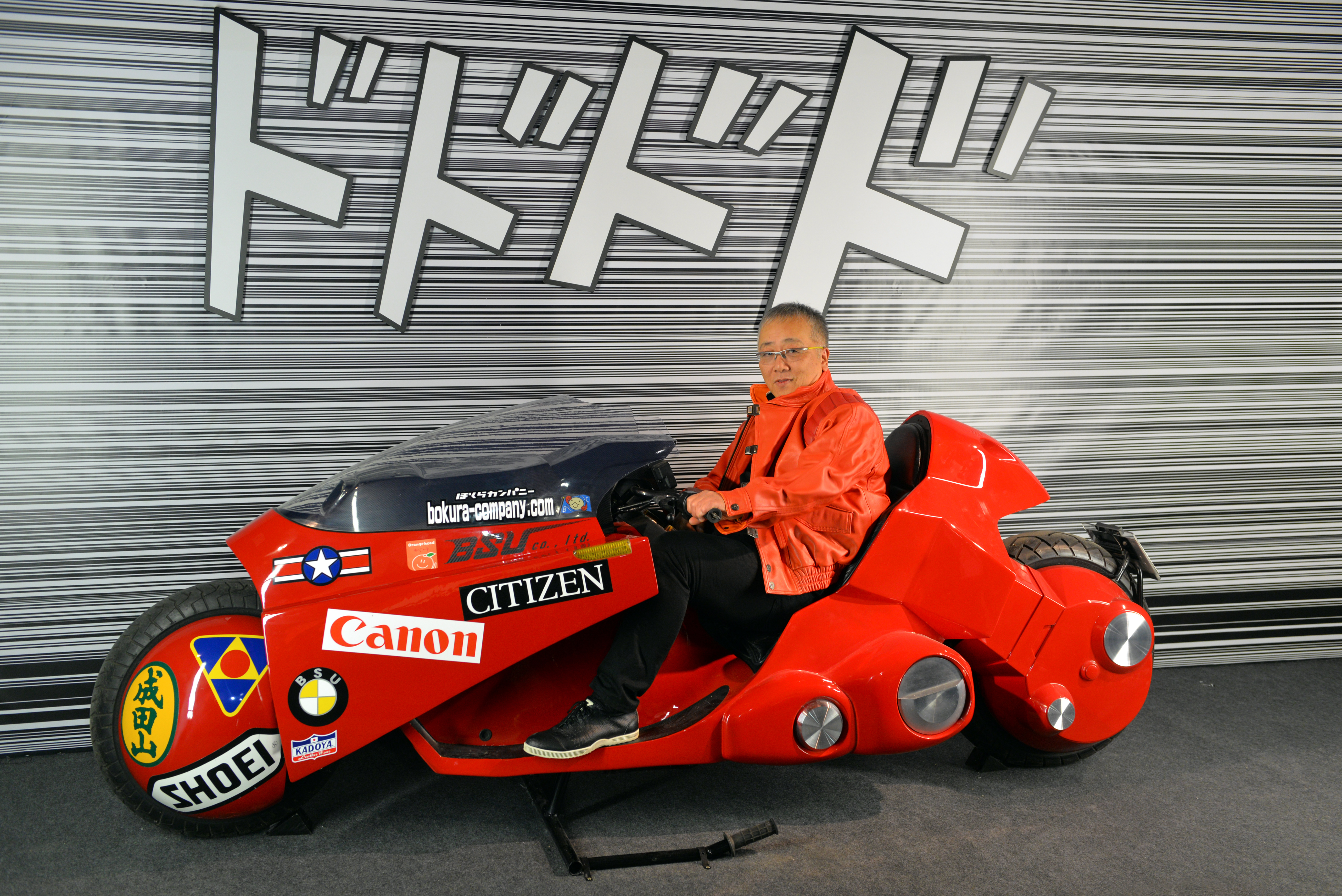
Создатель «Акиры» Кацухиро Отомо на реплике культового мотоцикла Канэды. Международный фестиваль комиксов в Ангулеме, 2016 год

«Акира» считается многими критиками одним из величайших анимационных и научно-фантастических произведений всех времён, так же как и важной вехой в истории японской анимации. Фильм оказал существенное влияние на популярную культуру по всему миру, проложив путь для аниме и японской поп-культуры на Запад, а также повлияв на многие работы в индустрии анимации, комиксов, кино, музыки, телевидения и компьютерных играх. Также аниме послужило для создания музыкальных клипов, включая песню «Stronger» Канье Уэста. В честь персонажа Тэцуо Симы назван альбом Lupe Fiasco Tetsuo & Youth.
В 1995 году по мотивам аниме планировался выпуск одноимённой игры для платформ Game Boy, Super Nintendo Entertainment System, Sega Mega Drive, Sega Game Gear и Sega CD, однако из-за конфликта компании-разработчика Black Pearl Software с издателем THQ разработка была прекращена, и ни одна из версий игры так и не вышла.
За 30 лет «Акира» не исчез из поля зрения. В 2016 году синтвейв-исполнителем Perturbator был выпущен альбом The Uncanny Valley, одна из композиций которого была названа в честь города, в котором происходили события аниме. В 2018 году мотоцикл Канэды появился в фильме «Первому игроку приготовиться». Warner Bros. приобрела права на игровое кино ещё в 2002 году, но проект застрял в подвешенном состоянии и был отложен до 2021 года с кандидатурой Тайки Вайтити на пост режиссёра. Тот не отказался от работы, но конкретных сроков не назвал. Поскольку Голливуд постоянно терпел неудачи в экранизации аниме и манги (актёрский состав, игнорирование исходного материала, стирание культурных границ), от участия отказались такие режиссёры, как Стивен Норрингтон, Рори Робинсон и братья Хьюз. В 2025 году Warner Bros. объявила, что отказывается от прав на фильм и возвращает их Kodansha, которая займётся подготовкой производства.
В 2019 году Отомо анонсировал аниме-сериал по мотивам манги «Акира», который будет создан на студии Sunrise. По сути, это расширенный ремейк с добавлением сцен, не вошедших в полнометражный фильм. Дата его выхода не определена.